# Belahar, Navalgund
Belahar là một làng thuộc tehsil Navalgund, huyện Dharwad, bang Karnataka, Ấn Độ.